# تپه زلیوا
تپه زلیوا مربوط به دوره نوسنگی - عصر برنز - دوره اشکانیان است و در شهرستان دلفان، بخش مرکزی، دهستان خاوه شمالی، روستای زلیوا واقع شده. این اثر در تاریخ ۵ آذر ۱۳۸۰ با شمارهٔ ثبت ۴۲۶۴ به‌عنوان یکی از آثار ملی ایران به ثبت رسیده است.